# 拾音社
拾音社（TENMUXIC）是一隊廣州男子粵語歌唱組合，於2009年成立，成員何柏誠和李滔均來自星海音樂學院，二人於2009年初因由共同的音樂愛好和理想以新穎獨特的模式組成拾音社。首張創作大碟《色彩生活》於2009年9月20日正式發行。不過有部分歌曲卻有抄歌之嫌，如《櫻花季》就與西野加奈的《Best Friend》相似，及最近的《菲士》則與日本電音組合Perfume的《Nee》相似。
現在是香港區信星亞太娛樂及立地娛樂旗下藝人，加盟後推出第一首ep《Kimoji》粵語國語及日語版本。
拾音社被認為是MK Pop的代表。

## 成員
| 成員名稱                | 職位         | 生日          | 其他       |
| ----------------------- | ------------ | ------------- | ---------- |
| 何柏誠（Parkson ，HBC） | 製作人、主音 | 1989年1月25日 | 173cm/53kg |
| 李滔（Leandro ， 滔滔） | 鋼琴手、和音 | 1989年4月7日  | 174cm/52kg |

## 經歷
2009年初：成軍，初期有三位成員

2009年9月20日：推出第一張創作大碟「色彩生活」

2009年：公司猴士娛樂為此組合創立獨家品牌HBC Music。

2010年2月：初期曾經有兩代主唱，一代主唱因為要出國進修為次要理由而要離開此組合，而二代主唱因為不開心為主要理由而離開此組合。

2010年4月25日：舉行第一個音樂會「拾音舍成軍一週年紀念音樂會」

2010年9月24日：推出「銳變拾音社計劃」同時發佈大碟「搜索拾音社」

2011年12月3日：推出第一張概念性大碟「花*時空」

2013年11月27日：發佈電音專輯「不自然」，當中首支派台歌《菲士》及第二派台作品《kiss kiss kiss》在香港及澳門地區爆紅，其中《kiss kiss kiss》於2014年3月15日在youtube突破100萬點擊率，是拾音社首支點擊率破百萬的歌曲，帶來演出及訪問機會。

2014年4月：訪問中表示會把大碟「不自然」所有歌曲都拍mv。

2014年4月：接受邵子風主持節目「娛樂後援會」訪問，可見當時另有經理人，而稍候時間才加盟邵子風旗下公司。

2014年第三季：邵子風facebook更改描述顯示為拾音社新經理人。

2014年12月24日：發佈冬季企劃把大碟「不自然」其中一首歌曲《不可再抱你》mv公開

2014年7月：首次與香港歌手混合錄音並且發佈《越難越愛電音版》(Feat.吳若希)

2015年8月：拾音社唱片正式在itunes上架並且在香港區唱片店有售。

2015年8月20日：除了與猴士娛樂在廣州的合作關係外，並加盟香港區信星亞太娛樂及立地娛樂成為旗下藝人，在兩邊地區發展。
其中加盟後首隻唱片EP《Kimoji》已經於7月時公開。

2016年：曾宣佈於3月份推出概念專輯《overplay玩太過》，當中收錄12首粵語作品及三首國語作品。

2019年：推出單曲《恭喜好世界》

2020年：推出電音《拼命紅》及《買買買》(粵語版及國語版)

2021年7月23日:重新推出專輯《overplay》，但改為ep形式。

## 活動
2015年8月22日：《香港電腦通訊節2015》參展商時段，演唱《Kimoji》Live。

## 音樂作品

### 實體音樂專輯
1. 2009年:色彩生活
2. 2010年:搜索拾音社
3. 2011年:花*時空
4. 2011年:花*時空 Deluxe Edition
5. 2012年:Love Story(EP)
6. 2013年:不自然 Unnatural
7. 2015年:KIMOJI(加盟香港唱片公司後第一張唱片EP)
8. 2016年:無限循環精選 Infinite LOOP BEST
9. 2016年:流星（何柏诚個人首張EP）
10. 2019年:超矇（何柏诚個人首張大碟）
11. 2021年:玩太過 OVERPLAY(由2016年延遲至2021年7月23日推出)

### 專輯 (*MV)
色彩生活
1. 小生活
2. 珍藏的記憶
3. 城牆使命
4. 書包丟了*
5. Rose Luna
6. 午茶旅記
7. 最終幻想
8. 兩小無猜
9. 呼喊
10. 夜間小生活

搜索拾音社
1. 私家探索
2. 他她與它*
3. Emotion Home
4. 七年級
5. 小寶漫畫
6. 愛出口*
7. 書包丟了（紀念版）
8. 私家漫遊
9. 熱雪糕
10. ～青春時光～（Party Ver.）

花*時空
1. Prologue ～花～
2. Hello,天氣
3. 大牌*
4. Oh Yeah 派對！
5. 街角
6. 花飛舞
7. 月黑之時
8. 櫻花季*
9. 越愛美麗
10. You Loved Me
11. 我們...*
12. Hello,微博
13. Epilogue ～時空～

不自然
1. Power On
2. 菲士*
3. KissKissKiss*
4. LV
5. 不可再抱你*
6. 盜夢空間
7. W
8. 美神 - Album Mix
9. 13
10. 你們的愛
11. 興奮全開
12. 心的樂章
13. Unnatural

OVERPLAY 玩太過
1. Overplay
2. VIP
3. Ctl
4. Omt
5. Starting Over

### 熱門歌曲
1. 越難越愛 HBC Remix
2. 菲士
3. kiss kiss kiss
4. kiss kiss kiss (日文版)(Jap Ver)
5. kisskisskiss (國語合唱版) (拾音社×翁航融)
6. 櫻花季
7. 書包丟了（紀念版）
8. 熱雪糕
9. 越愛美麗
10. 七年級
11. 最終幻想
12. 呼喊
13. 私家探索
14. 美神

### 單曲
1. 2010年1月16日 《～青春時光～》
2. 2010年3月17日 《愛出口》真人漫畫劇「LOVE@ B2」主題曲
3. 2010年8月16日《他她與它》
4. 2010年12月20日 《熱雪糕-Recut Version》
5. 2011年6月1日 《七年級-加油ver.》
6. 2011年7月6日 《愛美麗》 (拾音社×楊溢升合作單曲)
7. 2011年10月9日 《大牌》
8. 2011年12月20日 《我們...》
9. 2012年5月13日 《媽媽靚湯》、《Sole Sole》
10. 2019年9月25日 《買買買》(國語版或粵語版)

### 網絡電子專輯
| 專輯名稱               | 發行時間       | 語言                      |
| ---------------------- | -------------- | ------------------------- |
| 色彩生活               | 2009-09-20     | 粵語                      |
| 愛出口(單曲)           | 2010-03-17     | 粵語                      |
| 他她與它(單曲)         | 2010-08-16     | 粵語                      |
| 搜索拾音社             | 2010-09-24     | 粵語                      |
| 七年級(加油ver.)(單曲) | 2011-06-01     | 粵語                      |
| 大牌(單曲)             | 2011-10-09     | 粵語                      |
| 花*時空                | 2011-10-26     | 粵語                      |
| 媽媽靚湯/sole-sole     | 2012-05-13     | 粵語                      |
| 櫻花季~畢業ver.        | 2012年6月5日   | 粵語                      |
| 美神                   | 2012年7月25日  | 粵語                      |
| 愛美麗(合作曲)         | 2011年7月6日   | 國語                      |
| 恭喜要發財             | 2013年1月30日  | 國語/粵語/英語/韓語       |
| 紅棉花瓣               | 2013年3月20日  | 粵語                      |
| 菲士                   | 2013年9月25日  | 粵語                      |
| kisskisskiss           | 2013年10月30日 | 粵語/日文(Jap. Ver.)/國語 |
| 不自然                 | 2013年11月27日 | 粵語                      |
| 他她與它               | 2014年5月31日  | 粵語/國語                 |
| Kimoji                 | 2015年7月8日   | 粵語/日文(Jap. Ver.)/國語 |

## MV
- 拾音社 - 熱雪糕(Recut Version)
- 拾音社 - 他她與它

- 拾音社/楊溢升 - 書包丟了
- 拾音社 - 我們...
- 林頤 - 相約在廣州

- 拾音社/歐豪/楊溢升 - 恭喜要發財
- 拾音社 - 櫻花季
- 拾音社 - 那些愛
- 拾音社 - 菲士
- 拾音社 - 大牌

- 拾音社 - Kiss Kiss Kiss
- 拾音社 - Kiss Kiss Kiss (Jap. Ver.)
- 拾音社 - 不可再抱你

- 拾音社 - KIMOJI
- 拾音社 - KIMOJI (Jap. Ver.)
- 拾音社 - KIMOJI(國語)
- 拾音社 - M
- 拾音社 - 大傢伙

- 拾音社主音 何柏誠 - 流星

- 拾音社主音 何柏誠 - 無名氏的你我
- 拾音社主音 何柏誠 - 隔壁水瓶座
- 拾音社主音 何柏誠 - 小寶貝

## 電影
2015年:《12金鴨》

## 獎項
2009年
| 日期/歌曲            | 獎項                                         |
| -------------------- | -------------------------------------------- |
| 2009年《書包丟了》   | YoungD《高校音樂光榮榜》第50週冠軍歌曲       |
| 2009年《書包丟了》   | YoungD《高校音樂光榮榜》年度十大至尊光榮歌曲 |
| 2009年《書包丟了》   | 中央人民廣播電台得獎                         |
| 2009年《珍藏的記憶》 | 《粵港原創音樂線》上榜歌曲                   |
| 2009年《午茶旅記》   | 《粵港原創音樂線》上榜歌曲                   |
| 2009年《色彩生活》   | KUGOU年度十大專輯                            |

2010年：
- 《青春時光》中國電信G3《高校原創新秀榜》第一季冠軍曲

愛出口
- 中國電信G3《高校原創新秀榜》第二季冠軍曲
- FM993音樂之聲《粵語歌曲排行榜》雙週分別獲第七位、第五位
- FM971《飛揚無限音樂榜》上榜歌曲

他她與它
- FM971《飛揚無限音樂榜》上榜歌曲
- FM88《飛揚熱播》榜4週冠軍歌
- FM993音樂之聲《粵語歌曲排行榜》五週獲第二位
- 中國電信G3《高校原創新秀榜》第三季冠軍曲
- 中央人民廣播電台&香港青年協會uCh

搜索拾音社
- KUGOU年度十大專輯
- Meadol粵港潮流年度十大專輯
- 中國唱片銷量金唱片認證

2011年
- 《玩救樂壇頒獎顛禮》2010年組合新人獎賞
- 《音樂先鋒榜》2010 年組合新人獎賞
- 《Oh Yeah派對！》- FM993音樂之聲《粵語歌曲排行榜》上榜三週

熱雪糕-Recut Version
- FM993音樂之聲《粵語歌曲排行榜》六週分別獲第二位
- FM88《飛揚熱播》榜2週冠軍歌
- FM971《飛揚無限音樂榜》上榜歌曲

大牌
- FM993音樂之聲《粵語歌曲排行榜》上榜十週、三連冠
- FM88《飛揚熱播》榜3週冠軍歌

2012年
《我們…》- FM993 音樂之聲《粵語歌曲排行榜》上榜五週、一周冠軍
媽媽靚湯
- FM993 音樂之聲《粵語歌曲排行榜》上榜五週、一周冠軍
- FM88《飛揚熱播》榜6 週冠軍歌
- FM1027《廣州新音樂》上榜九週、兩週冠軍
- FM985《全城熱播榜》上榜三週、一周冠軍
- FM951《架勢音樂風云榜》上榜三週、兩週冠軍
- 榮獲《廣州新音樂》第一季季選十大金曲

櫻花季-畢業Ver.
- FM1027《廣州新音樂》上榜六週
- FM951《架勢音 樂風云榜》上榜三週、一周冠軍
- 榮獲《廣州新音樂》第二季季選十大金曲

美神
- FM993 音樂之聲《粵語歌曲排行榜》上榜五週
- FM88《飛揚熱播》榜6 週冠軍歌
- FM1027《廣州新音樂》上榜三週
- FM985《全城熱播榜》上榜三週、一周冠軍
- FM951《架勢音樂風云榜》上榜三週、兩週冠軍
- FM993《音樂先鋒榜》上榜三週、最高第三位

## 演唱會
| 日期                      | 演唱會                                       | 地點               |
| ------------------------- | -------------------------------------------- | ------------------ |
| 2009年10月17日            | 棒棒堂×愛音樂社 我的e家~慈善音樂會演唱會嘉賓 | 廣州               |
| 2009年12月20日 / 12月22日 | 愛音樂翼起來~慈善音樂LIVE                    | 中山、汕頭         |
| 2010年1月16日             | 拾音拾FUN~1st Premium Mini LIVE 2010         | 廣州               |
| 2010年4月25日             | 成軍周年紀念演唱會《紀念站》                 | 廣州               |
| 2010年11月13日            | 蛻變二輯《搜索拾音社》簽唱會                 | 廣州               |
| 2011年3月11日             | 《拾音社~高校巡迴搜索TOUR LIVE 2011》        | 佛山               |
| 2011年4月22日             | 《拾音社~高校巡迴搜索TOUR LIVE 2011》        | 珠海               |
| 2011年5月20日             | 《拾音社~高校巡迴搜索TOUR LIVE 2011》        | 中山               |
| 2011年6月21日             | 《拾音社~高校巡迴搜索TOUR LIVE 2011》        | 廣州               |
| 2011年10月22日            | 《花*時空》專輯&MV 發布會                    | 廣州堂會KTV 天河店 |
| 2011年12月3日             | 《拾音社-Oh Yeah~派對LIVE》                  | 廣州地王廣場       |
| 2012年3月23日             | 《拾音社 花*時空高校巡迴TOUR LIVE 2012》     | 佛山               |
| 2012年5月14日             | 《拾音社 花*時空高校巡迴TOUR LIVE 2012》     | 佛山               |
| 2012年6月13日             | 《拾音社 花*時空高校巡迴TOUR LIVE 2012》     | 廣州               |
| 2012年10月11日            | 《拾音社 花*時空高校巡迴TOUR LIVE 2012》     | 東莞               |
| 2017年8月25日             | 何柏誠《私人時間LIVE HOUSE TOUR 2017》       | 廣州Tu凸空間站     |

## 演出
| 日期                 | 節目                                                  | 角色     |
| -------------------- | ----------------------------------------------------- | -------- |
| 2009年9月-2010年10月 | 廣東青少年網絡電台YoungD節目《SingSingClub》          | 嘉賓主持 |
| 2010年2月            | 廣東人氣導演思諾執導真人漫畫愛情劇、廣播劇《LOVE@2B》 | 主要角色 |
| 2010年10月           | 廣東四大名嘴之一林頤亞運歌曲《相約在廣州》MV          | 參與拍攝 |
| 2010年11月           | 廣東TVS3《最愛粵語金曲榜》                            | 嘉賓     |

## 歌曲成績
| 歌曲成績        | 歌曲成績                  | 歌曲成績 | 歌曲成績 | 歌曲成績 | 歌曲成績       | 歌曲成績 |
| --------------- | ------------------------- | -------- | -------- | -------- | -------------- | -------- |
| 大碟            | 歌曲                      | TVB      | FM993    | 903      | 備註           |          |
| 2011年          |                           |          |          |          |                |          |
| 花*時空         | 街角                      | X        | -        | X        |                |          |
| 花*時空         | 大牌                      | X        | 3        | X        |                |          |
| 花*時空         | 熱雪糕                    | X        | 2        | X        |                |          |
| 2012年          |                           |          |          |          |                |          |
| -               | 我們…                     | X        | 5        | X        |                |          |
| 不自然          | 美神                      | X        | 2        | -        | 另派 album mix |          |
| 2013年          |                           |          |          |          |                |          |
| 不自然          | kisskisskiss              | -        | -        | -        |                |          |
| 不自然          | 興奮全開                  | -        | -        | X        |                |          |
| 不自然          | 菲士                      | -        | -        | 13       |                |          |
| 2014年          |                           |          |          |          |                |          |
| 他她與它(粵/國) | 他她與它                  | -        | -        | -        |                |          |
| -               | kiss kiss kiss (Jap Ver.) | -        | -        | -        |                |          |
| -               | kisskisskiss (國語)       | -        | -        | -        | 合唱: 翁航融   |          |
| 2015年          |                           |          |          |          |                |          |
| -               | 越難越愛 (HBC EDM REMIX)  | -        | -        | -        |                |          |
| -               | KIMOJI                    | -        | -        | -        |                |          |

- X 表示未開始派台到TVB及903

## 註腳
1. ↑  . on.cc東網. 2014-05-27  [2024-12-30] （中文（香港））.
2. ↑  《Big Boys' Club》，2014-05-26，J2。
3. ↑  彭嘉彬. . 香港01. 2017-06-26  [2024-12-30]. （原始内容存档于2021-08-02） （中文（香港））.